# Seututie 563
Pour les articles homonymes, voir Route 563.
La route régionale 563 (finnois : Seututie 563) est une route régionale allant de Sammalisenlahti à Pielavesi jusqu'à Peltosalmi à Iisalmi en Finlande,,.

## Présentation
La seututie 563 est une route régionale de Savonie du Nord.

## Parcours
- Sammalisenlahti
- Heinämäki
- Eskelinkoski
- Niskaniemi
- Ruotaanmäki
- Haukilahti
- Laidinmäki
- Sourunsalo
- Porosuo
- Itikkasalmi
- Saha
- Peltosalmi